# Рудянка (приток Березины)
Рудянка (бел. Рудзянка) — река в Беларуси, в Октябрьском и Светлогорском районах Гомельской области, правый приток реки Березина.
Длина реки — 30 км, площадь водосборного бассейна — 205 км², средний уклон реки 0,6 м/км.
Начинается у деревни Рассвет Октябрьского района. Исток находится на водоразделе Березины и Припяти, исток Рудянки соединён каналом с истоком реки Нератовка (приток Птичи). Вскоре после истока перетекает в Светлогорский район. Генеральное направление течения — восток. Основной приток — река Песчанка (справа). Русло Рудянки канализировано на всём протяжении, вдоль реки — обширная сеть мелиоративных каналов.
Протекает деревни Кнышевичи, Песчаная Рудня, Скалка. В трёх километрах к востоку от последней впадает в Березину.